# タブー (ラッパー)
タブー（Taboo、本名：Jaime Luis Gómez、1975年7月14日 - ）は、アメリカ合衆国のヒップホップグループ、ブラック・アイド・ピーズのメンバー。カリフォルニア州ロサンゼルス出身。

## プロフィール

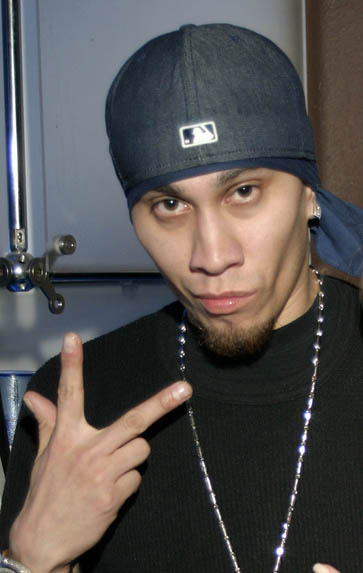
タブー

両親はメキシコ人とネイティブ・アメリカンの血を引いている。
元々、ウィル・アイ・アムとアップル・デ・アップと旧メンバーのダンテ・サンティアゴで構成されていたグループからダンテが抜け、その後釜として加入したのがタブーであり、同時に今のグループ名になった（その後のダンテとは、4thアルバム『モンキー・ビジネス』の収録曲「ダム・ディドリー」で共演していることから、交流は続いている模様）。
12歳の頃、友人の父親にブルース・リーが1960年代に提唱した武術として有名なジークンドーを習うことを薦められた。但し、これはタブーがダンスに活用するためとしてである。
ファーギーが覚醒剤に依存していた過去を明かしているのと同様、タブーもドラッグ中毒の時期があった。彼は、ウィルに買い物へ行こうと誘われ、ついて行ったところで更生施設に入れられた。つまり騙されたわけだが、彼には当時18歳の息子がいて、そのためにも立ち直ることを決心をし、他のメンバー達にも助けられて克服した。

## フィルモグラフィー

### 映画
| 公開年 | 邦題 原題                                                                                   | 役名                                | 備考 |
| ------ | ------------------------------------------------------------------------------------------- | ----------------------------------- | ---- |
| 2009   | ストリートファイター ザ・レジェンド・オブ・チュンリー Street Fighter: The Legend of Chun-Li | ベガ (日本版:バルログ)              |      |
| 2011   | アイ アム ブルース・リー I Am Bruce Lee                                                     | 本人 (ドキュメンタリー)             |      |
| 2012   | 恋愛だけじゃダメかしら? What to Expect When You're Expecting                                | 本人 (ダンスコンテスト番組の審査員) |      |